# Конечный покупатель
Конечный покупатель — человек, который осуществляет покупку товаров, услуг, тем самым закрывая свои определенные (непрофессиональные) потребности в зависимости от своих финансовых возможностей.
Понятие может применяться в розничной торговле как понятие о целевой аудитории. Является ключевым показателем при формировании концепций в розничной торговле.